# Karen Ramírez
Karen Ramírez (Londra, 21 novembre 1971) è una cantante britannica.

## Biografia
Karen Ramírez è salita alla ribalta nel 1998, con la hit Looking for Love, una cover del brano degli Everything but the Girl I Didn't Know I Was Looking for Love. Ha raggiunto l'8ª posizione della Official Singles Chart e la vetta della Dance Club Songs statunitense, oltre ad entrare in numerose classifiche nazionali. È stato certificato disco d'argento nel Regno Unito, dove è risultato l'84° brano più venduto dell'anno. Il primo album Distant Dreams è uscito nel medesimo anno ed ha raggiunto la 45ª posizione nella Official Albums Chart, venendo promosso anche dai singoli Troubled Girl e If We Try, arrivati rispettivamente alla numero 50 e 23 in madrepatria. L'anno successivo è uscita una versione remixata del disco.

## Discografia

### Album in studio
- 1998 – Distant Dreams
- 2006 – Bees in the Trees

### Raccolte
- 1999 – Remixed Dreams

### Singoli
- 1998 – Troubled Girl
- 1998 – Looking for Love
- 1998 – If We Try
- 1999 – Lies